# أولغا سانفيروفا
أولغا أليكساندروفنا سانفيروفا (بالروسية: Ольга Александровна Санфирова؛ 2 مايو [أو 19 أبريل على النمط القديم] 1917 - 13 ديسمبر 1944) كانت نقيباً وقائد سرب في فوج حرس تامان الجوي للقاذفات الليلية السادس والأربعين أثناء الحرب العالمية الثانية. حَصَلَت بعد وفاتها على لقب بطل الاتحاد السوفيتي في 23 فبراير 1945، مما جعلها أول امرأة تَّترية تحصل على هذا اللقب.

## حياتها المدنية
ولدت سانفيروفا في 2 مايو [19 أبريل على النمط القديم] 1917 لعائلة من الطبقة العاملة من تتار الفولغا. ذهبت إلى المدرسة الثانوية في جمهورية أوزبكستان الاشتراكية السوفيتية قبل أن تنتقل إلى موسكو لتنضم لمدرسة الطيران في كولومنا. بعد تخرجها من مدرسة الطيران عملت في وزارة الطيران في موسكو قبل أن تنتقل إلى تاتارسك، نوفوسيبيرسك في 1940 لتدريب طياري السرب 78 التابع لإدارة الطيران المدني لغرب سيبيريا. والتحقّت بالجيش في ديسمبر 1941 وكانت عضوة في الحزب الشيوعي السوفيتي منذ 1942.

## مسيرتها العسكرية
انضمت سانفيروفا إلى القوات الجوية بتشجيع من مارينا راسكوفا. حيث تدربت في مدرسة إنجلز العسكرية للطيران وبعد تخرجها من مدرسة باتايسك للطيران العسكري في 1942، انضمت إلى فوج القاذفة الليلية رقم 588 (الملقب «بساحرات الليل» من قبل خصومهم الألمان) والذي تغيرّ اسمه إلى فوج حرس تامان الجوي للقاذفات الليلية السادس والأربعين في فبراير 1943.
أثناء رحلة تدريبية لها في إنجلز حيث كانت تُحلق كطيار قائد، أصابت الطائرة خطوط طاقة عالية الجهد، مما أدى إلى إتلاف الطائرة. وحكمت عليها محكمة إنجلز بالسجن عشر سنوات، لكن عُدلّ هذا الحُكم لاحقاً وطُلبّ منها الانضمام إلى فوج القاذفات الليلية كتعويض عن إتلاف الطائرة.
وقد ارتقت سانفيروفا في الرتب من قائدة رحلة إلى نائبة قائد سرب قبل أن تصل إلى رتبة قائدة سرب في 1943. خلال الحرب شاركت في حملات قصف ضد القوات الألمانية في شمال القوقاز والقرم وشبه جزيرة تامان وكرج-إيلتيغن وبيلاروسيا.
في 1 مايو 1943، أسقطّت مقاتلة ألمانية الطائرة طراز بوليكاربوف بي أو-2 التي كانت تُحلق بها مع روفينا غاشيفا فوق الخطوط السوفيتية في القرم، لكن كلاهما تمكن من البقاء على قيد الحياة بعد إخلاء الطائرة وأُنقذتا بعد يومين.
وفي 13 ديسمبر 1944، أُسقطت الطائرة التي كانت تُحلق بها سانفيروفا وغاشيفا مرة أخرى فوق حقل ألغام. لم تكونا تحزمان المظلات دائماً لتوفير الوزن، لكن في تلك المهمة كان لديهما مظلات. هبطّت سانفيروفا بالمظلة من الطائرة بسلام لكنها قُتلّت على الفور عندما هبطت وخطّت على لغم. ودفنّت في مقبرة جماعية في مدينة غرودنو، بيلاروسيا. بينما نجت غاشيفا من الكارثة واستمرت في الطيران في مهام قتالية بعد عودتها إلى الفوج.
نَفَذَت سانفيروفا طوال الحرب 630 مهمة قتالية ليلية بمجموع 875 ساعة طيران قتالية وأسقطت 77 طناً من القنابل على الأراضي التي يسيطر عليها العدو؛ حيث دَمَرَت مستودع وفصيلتين نازيتين وخمس سيارات وثلاثة أبراج وعبّارتين، بالإضافة إلى إمداد القوات البرية السوفيتية بعدد 25 إسقاط جوي للمؤن من المواد الغذائية والذخيرة.

## الأوسمة والتكريم
- بطل الاتحاد السوفيتي (23 فبراير 1945)
- وسام لينين (23 فبراير 1945)
- وسام الراية الحمراء (27 أبريل 1943)
- وسام ألكسندر نيفسكي (24 أبريل 1944)
- وسام الحرب الوطنية من الدرجة الأولى (22 أكتوبر 1943)
- وسام الدفاع عن القوقاز[10]

هناك شارع يحمل اسمها في سامارا، بالإضافة إلى تماثيل لها في معهد طيران كولومنا حيث درست في غرودنو وسامارا.

### كتب
- Simonov، Andrey؛ Chudinova، Svetlana (2017). Женщины - Герои Советского Союза и России [Women - Heroes of the Soviet Union and Russia]. Moscow: Russian Knights Foundation and Museum of Technology Vadim Zadorozhny. ISBN:9785990960701. OCLC:1019634607.
- Cottam، Kazimiera (1998). Women in War and Resistance: Selected Biographies of Soviet Women Soldiers. Newburyport, MA: Focus Publishing/R. Pullins Co. ISBN:1585101605. OCLC:228063546.
- Noggle، Anne (1994). A Dance With Death: Soviet Airwomen in World War II. College Station, TX: Texas A&M University Press. ISBN:0890966028.